# Myxobolidae
Platysporina
Sous-ordre
Famille
Les Myxobolidae sont une famille de parasites myxosporiens qui infectent généralement les poissons d'eau douce. Dans cette famille se trouve l'espèce Myxobolus cerebralis dont l'impact économique est significatif. Il a été démontré que ces parasites ont un cycle de vie complexe, impliquant deux hôtes successifs : généralement un ver polychète puis le poisson. C'est l'unique famille du sous-ordre des Platysporina.

## Morphologie
Au stade myxosporien, les Myxobolidae sont aplaties parallèlement à la ligne suturale. Ils contiennent généralement deux capsules polaires et ont une vacuole centrale dans laquelle ils stockent le β-glycogène. Certains genres présentent des spores dont les parois sont étirées formant de longues excroissances qui sont censées ralentir la chute le long de la colonne d'eau.
Au stade actinosporien, les Myxobolidae ont un « style » unique central et trois « queues » radiales, d'environ 200 μm de long. Un paquet de sporoplasmes au bout du style contient 64 cellules germinales entourées d'une enveloppe cellulaire. Il existe également trois capsules polaires, chacune contenant un filament polaire enroulé.

## Liste des genres
Selon World Register of Marine Species (24 avril 2024) :
- Alarummyxa Silva, Eduard, Gonçalves, Neto, Videira, Oliveira, Casal & Matos, 2023
- Dicauda Hoffman & Walker, 1978
- Gyrospora Qadri, 1962
- Hennegoides Lom, Tonguthai & Dykova, 1991
- Henneguya Thélohan, 1892
- Laterocaudata Chen & Hsieh, 1984
- Myxobolus Bütschli, 1882
- Neohenneguya Tripathi, 1952
- Phlogospora Qadri, 1962
- Thelohanelloides Sarkar, 2009
- Thelohanellus Kudo, 1933
- Trigonosporus Hoshina, 1952
- Unicauda Davis, 1944

## Classification
Le nom valide complet (avec auteur) de ce taxon est Myxobolidae Thélohan (d), 1892,.

### Publication originale
- P. Thélohan, « Observations sur les Myxosporidies et essai de classification de ces organismes », Bulletin de la Société Philomatique de Paris, Paris, vol. 4,‎ 1892, p. 165–178 (ISSN 0366-3515 et 3039-6840, lire en ligne).